# Club Atlètic Vallbonense
El Club Atlètic Vallbonense, és un club de futbol valencià, de la localitat de La Pobla de Vallbona. Va ser fundat el 22 d'agost de 1957.

## Història

### Els primers passos
L'Atlètic Vallbonense es fundà oficialment en 1957 després de dècades sense haver-hi un equip oficial. Amb anterioritat i des dels anys vint la pràctica del futbol era esporàdica. Respecte al nom del "Vallbonense F.C." ja apareix en les cròniques esportives de Las Provincias a partir de 1923, tot i que s'alterna amb de "Puebla de Vallbona F.C.".
Amb la seua fundació els socis del club augmentar fins 150 socis. L'equip s'inscriu en el Primer Grup del Campionat Regional d'Aficionats. Més tard s'incorporà a la Tercera Regional i va obtindre l'ascens a la Segona Regional en 1959, tot i que es va veure un escàs rendiment de la plantilla i l'equip va passar per diversos entrenadors, però va mantenir la categoria. En 1960 la plantilla comptà amb menys jugadors locals, fet que els nous fitxatges cobraren més. Els anys seixanta per al Vallbonense no va ser fàcils, ja que el nombre de socis va baixar potencialment, i les aficions dels equips contraris sempre eren majoritàries. En 1964 va perdre la categoria en Segona Regional tot havent sigut invitat per la Federació Valenciana de Futbol. A més, el club va entrar en una dinàmica negativa respecte als aspectes econòmics.

### Anys senta i vuitanta[3]
Després d'uns anys d'inoperància futbolística a finals dels anys seixanta s'aconseguix formar un equip competent per competir en Tercera Regional i es va guanyar la lliga, formalitzant, així, un nou ascens a Segona. El club aconseguix inscriure's en la temporada 1970/71 en Primera Regional, però perd la categoria. Dos anys després, el subcampionat va valer per ascendir a la Primera Regional. Les següents temporades no superaren les expectatives el que acaba provocant un descens en la temporada 1976/77.

## Jugadors i jugadores històrics[3]
Jugadors històrics de l'Atlètic Vallbonense per any: